# 望廈山
望廈山（葡萄牙語：Colina de Mong Há），原名蓮峰山；又稱蓮花山、黑鬼山，是位於澳門半島北部的一座小山，高60.7米，為澳門半島第五高山崗。望廈山被收錄《澳門文物名錄》，屬已評定之地點。葡萄牙殖民時期，山上建有望廈炮台，西南山腳則有簽訂《中美望廈條約》的望廈村。

## 名稱由來
蓮峰山乃因其狀似蓮花而得名。由於山下西南方有望廈村，故得望廈山之名。由於望廈炮台軍營曾為駐守澳門的非裔葡萄牙軍營，故被俗稱黑鬼山。

## 歷史
望廈山原為一片茂密的天然樹林，原來瀕大海，西臨內河，北部有一沙洲，與大陸相連石道稱蓮花莖。望廈炮台在1866年（清同治三年）落成後，其附近地方曾是防衛森嚴的軍事設施與軍營。1920至1930年代，澳葡政府先後在西岸和東岸填海，形成了蓮峰球場和黑沙環。1974年，駐澳門的葡萄牙駐軍奉召回國，軍營即告荒廢空置。1979年，澳葡政府接管軍營，並將軍營改建為賓館，供海外人員居住。其後，賓館於1995年變更用途為澳門旅遊學院的實習單位。1997年6月，澳門市政廳開闢山徑通道，將山區重整為望廈山市政公園。

## 周邊主要道路
- 罅些喇提督大馬路
- 美副將大馬路
- 拱形馬路
- 黑沙環馬路
- 亞馬喇馬路
- 俾利喇街

## 共用地利建築
- 普濟蓮峰學校
- 蓮峰廟
- 澳門林則徐紀念館
- 鏡湖殯儀館
- 澳門市政狗房
- 望廈山市政公園
- 澳門旅遊大學
- 望廈賓館
- 澳廣視